# Mikoyan-Gourevitch MiG-105
Pour les articles homonymes, voir Spiral (homonymie).

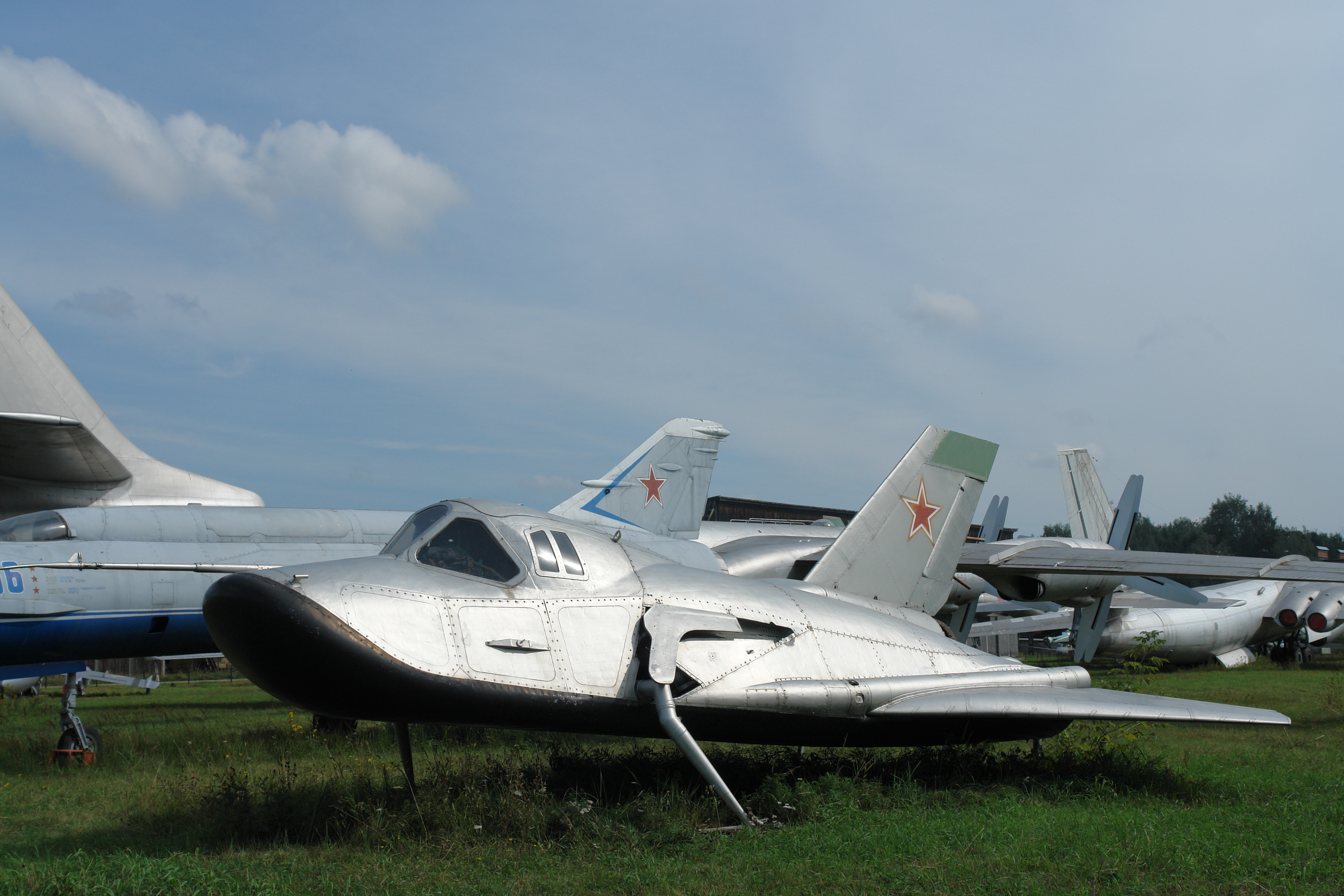
Avion spatial Spiral au musée central des forces aériennes de la fédération de Russie de Monino.

Le Mikoyan-Gourevitch MiG-105 « Spiral » est un prototype d'avion spatial soviétique de type corps portant développé dans les années 1960. Il est initialement conçu en réponse au projet spatial militaire américain X-20 Dyna-Soar et a inspiré les recherches contemporaines sur les corps portants menées par le Centre de recherche spatiale Dryden de la NASA en Californie. Spiral a effectué quelques vols à vitesse subsonique mais n'a jamais été lancé dans l'espace. Il est à l'origine de plusieurs prototypes d'avions spatiaux : l'intercepteur spatial Uragan et la série des BOR utilisée notamment pour la mise au point de la navette soviétique Bourane. Son concept a également été repris pour la conception du complexe aérospatial MAKS.

## Développement
Les travaux sur Spiral ont commencé en 1965, deux ans après l'annulation du X-20 Dyna-Soar américain. Le projet a été interrompu en 1969 et brièvement ressuscité en 1974 en réponse au programme américain de navette spatiale. L'avion spatial a effectué son premier vol à vitesse subsonique en 1976, en décollant par ses propres moyens à partir d'une vieille piste d'atterrissage située près de Moscou. Piloté par Aviard Gavrilovich Fastovets (ru), il a rejoint le centre d'essais en vol Ramenskoye Airport de Joukovski, en effectuant un vol de 35 km à une altitude maximum de 560 m. Huit essais en vol, en tout, ont été réalisés de loin en loin jusqu'en 1978. Le projet a finalement été annulé sans que l'avion spatial n'ait jamais volé dans l'espace, lorsque la décision a été prise de lancer le projet de navette spatiale Bourane. Le prototype Spiral est actuellement exposé au musée central des forces aériennes de la fédération de Russie de Monino en Russie.
Gleb Lozino-Lozinskiy (en) était le chef du programme de développement Spiral. Le programme est aussi connu comme EPOS (en russe : ЭПОС, pour « Экспериментальный Пилотируемый Орбитальный Самолет », signifiant « Aéronef orbital habité expérimental ». Le vaisseau était surnommé « Lapot » (en russe : лапоть), ou « sabot » pour la forme de son nez.

## Les principales différences entre Dyna-Soar et Spiral
Bien qu'ayant essentiellement la même mission, Dyna-Soar et Spiral étaient radicalement différents :
- Alors que le X-20 Dyna-Soar a été conçu pour être lancé au sommet d'une fusée classique telle que Titan III-C ou Saturn I, les ingénieurs soviétiques ont opté pour un système de lancement en vol pour Spiral. Connu sous le nom "50/50", l'idée était que l'avion spatial et un étage d'appoint (booster) à carburant liquide serait lancé à haute altitude de l'arrière d'un transporteur aérobie se déplaçant à des vitesses hypersoniques. L'idée était similaire à celle utilisée par les États-Unis dans le lancement du drone de reconnaissance D-21 Tagboard à l'arrière de l'A-12 Oxcart. Le ravitailleur a été construit par le Tupolev Design Bureau (OKB-156) et utilise bon nombre de technologies développées pour le Tu-144 'Charger', avion de ligne supersonique (équivalent soviétique du Concorde) et pour le bombardier Soukhoï T-4 trisonique (un peu semblable au XB-70 Valkyrie américain). Il n'a pas dépassé la planche à dessin. Les États-Unis ont prétendument fait voler un design similaire dans les années 1990 sous le projet secret Blackstar (en).
- Dyna-Soar a été conçu avec une aile delta fixe, plane, tandis que Spiral se caractérisait par une aile à géométrie variable innovante. Au cours de lancement et de la rentrée, elles seraient repliées sur les côtés du véhicule à un angle de 60 degrés, agissant comme stabilisateurs verticaux. Après avoir chuté à des vitesses subsoniques post-rentrée, le pilote activerait une série d'actionneurs électriques qui placerait les ailes en position horizontale, donnant à l'avion spatial des caractéristiques de vol de meilleure qualité.
- Spiral a été construit pour permettre un atterrissage propulsé et une remise des gaz en cas d'une approche à l'atterrissage manquée. Une entrée d'air pour un turboréacteur unique Koliesov a été monté sous le stabilisateur vertical central. Celle-ci serait protégée lors du lancement et lors de la rentrée par une porte à clapet électrique, qui serait ouverte à des vitesses subsoniques. Par comparaison, Dyna-Soar a été conçu principalement pour un atterrissage sans moteur, bien que certaines documentations revendicassent que sa fusée d'urgence à propergol solide (le moteur du troisième étage d'un ICBM LGM-30 Minuteman) pourrait être utilisée pour une manœuvre de remise des gaz si nécessaire.
- Spiral a été conçu comme un corps portant, tandis que Dyna-Soar a été conçu davantage comme un avion conventionnel.
- Des superalliages de métaux de haute température tels que le niobium, le molybdène, le tungstène et l'alliage René 41 auraient dû être utilisés dans la structure du bouclier thermique du X-20 Dyna-Soar. Spiral devait être protégé par ce que les ingénieurs soviétiques ont appelé une « armure en plaques d'écailles » : des plaques d'acier individuelles accrochées à des roulements articulés, en céramique, pour permettre l'expansion thermique, lors de la rentrée. Plusieurs engins spatiaux BOR (acronyme russe pour « avion-fusée orbital sans pilote ») ont été construits et lancés pour tester ce concept.
- Dans le cas d'une explosion de la fusée d'appoint ou d'une urgence en vol, l'habitacle isolé de Spiral, une capsule éjectable, a été conçu pour se séparer du reste du véhicule et pour être parachuté sur Terre comme une capsule balistique conventionnelle, ce qui pourrait se produire à n'importe quel point dans le vol. Le concept de capsule éjectable a également été évalué pour Dyna-Soar, mais les ingénieurs américains ont finalement opté pour une fusée à combustible solide de secours pour propulser l'avion spatial au-delà d'une explosion, sauvant à la fois le pilote et l'appareil.
- Tout comme la Navette spatiale américaine, Dyna-Soar a été conçu avec une petite baie pour charges utiles, derrière le module pressurisé de l'équipage. Celle-ci pourrait être utilisé pour le traçage de petits satellites, transportant du matériel de surveillance, des armes ou même un membre d'équipage supplémentaire dans un cockpit. Spiral semble avoir été destiné à transporter seulement son pilote. Vraisemblablement, c'est parce que l'espace supplémentaire qui aurait pu accueillir une soute a été nécessaire pour le turboréacteur Koliesov et ses réservoirs de carburant.
- Dyna-Soar et Spiral ont été conçus pour atterrir sur des patins. Les patins d'atterrissage sur le Dyna-Soar ont été conçus pour se déployer à partir de trappes recouvertes d'un isolant thermique situées au-dessous du véhicule, comme sur un avion conventionnel. Les ingénieurs soviétiques, probablement préoccupés par l'intégrité de la protection thermique de l'avion spatial, ont placé les trappes du train d'atterrissage sur le côté du fuselage en avant et au-dessus des ailes et plus haut que l'emplanture de celles-ci. Cette disposition inhabituelle a entraîné un atterrissage dur à au moins une occasion.

## Pilotes
Un groupe de cosmonautes dédié est entrainé pour voler sur ce vaisseau au début des années 1960. Sa composition est modifiée à plusieurs reprises avant qu'il soit dissous. Les membres connus comprennent :
- Guerman Titov, deuxième homme de l'Union soviétique à être allé dans l'espace (voir mission Vostok 2).
- Aviard Gavrilovich Fastovets (ru)[3], qui a piloté le véhicule pendant la majorité de ses essais dans l'atmosphère.

## Uragan
Bien que Spiral n'ait jamais été lancé, le concept, selon certaines sources, a été utilisé pour construire un intercepteur spatial habité connu sous le nom « Uragan » (mot russe pour « Ouragan ») dans les années 1980. Ce vaisseau devait être lancé par la fusée ukrainienne Zenit (un booster d'Energia) et était destiné à intercepter et détruire (si nécessaire) des missions militaires de la Navette spatiale américaine lancée depuis Vandenberg Air Force Base. Son armement se composait de missiles prétendument espace-espace. On ne dispose pas d'informations sur le nombre de vols réalisés par le véhicule Uragan. Deux groupes de cosmonautes de l'Armée de l'air soviétique, composés de six dans le premier groupe et au moins de trois dans le second, ont été sélectionnés et formés pour piloter le véhicule. La possibilité que les navettes pussent désormais être interceptées et abattues a causé tout un émoi dans le département de la Défense des États-Unis (DoD) à l'époque, lequel avait émis plusieurs conceptions artistiques montrant le véhicule sur le pas de tir, dans l'espace, etc.
Après que l'accident de la navette spatiale Challenger eut incité la NASA et le DoD à annuler tous les lancements prévus de Vandenberg, il est dit que l'Union soviétique n'avait plus besoin de ce vaisseau et, à son tour, a annulé le programme Uragan.
À ce jour, les autorités russes continuent de nier que ce véhicule eût jamais existé, ce qui a conduit certains à croire que l'intercepteur spatial supposé faisait partie d'un succès soviétique d'un programme de désinformation destiné à effrayer l'armée américaine sur ses plans pour la Navette Spatiale.
La localisation actuelle des vaisseaux complets Uragan ou de ses composants, s'ils existent, ne sont pas connus.

## BOR
La série de БОР (russe : Беспилотный Орбитальный Ракетоплан, Bespilotnyi Orbital'nyi Raketoplan, « avion-fusée orbital sans pilote ») sont d'autres engins spatiaux utilisant la conception de Spiral. Ce sont des appareils non pilotés à plus petite échelle de véhicules d'essai de rentrée atmosphérique. Les véhicules analogues américains sont le X-23 PRIME et l'ASSET. Plusieurs de ces engins ont été conservés dans les musées de l'aérospatiale dans le monde entier.
| Image | Type  | Date de lancement | Usage | État actuel |
| ----- | ----- | ----------------- | --- | --- |
|       | BOR-1 | 15/07/1969        | Essais en vol, maquette expérimentale à l'échelle 1/3. A brûlé dans l'atmosphère à une hauteur d'environ 60–70 km à la vitesse 12 900 km/h. Elle été lancée à une altitude de 100 km par 11K65                                                                                     | Brûlée (prévu). |
|       | BOR-2 | 1969 - 1972       | Modèle de l'avion spatial Spiral à plus petite échelle. 4 lancements. | NPO Molniya (en), Moscou                                                                                                 |
|       | BOR-3 | 1973 - 1974       | Modèle de l'avion spatial Spiral à plus petite échelle. 2 lancements. 1. Destruction de la coiffe du nez après le lancement à une hauteur d'environ 5 km (vitesse de 0,94 Mach). 2. Le programme de vol est pleinement mis en œuvre. Crash à l'atterrissage (défaut de parachutes) | Détruit. |
|       | BOR-4 | 1980 - 1984       | Modèle de l'avion spatial Spiral à plus petite échelle. 4 lancements et 2 non confirmés | NPO Molniya (en), Moscou                                                                                                 |
|       | BOR-5 | 1984 - 1988       | Essais en vol, modèle de base expérimental à plus petite échelle. 5 lancements. Les données ont également été utilisées dans le projet Bourane. | Musée des techniques de Spire, Allemagne Musée central des forces aériennes de la fédération de Russie de Monino, Russie |
|       | BOR-6 |                   | Modèle de l'avion spatial Spiral à plus petite échelle | NPO Molniya (en), Moscou                                                                                                 |